# Cantonnement forestier
Pour les articles homonymes, voir Cantonnement.
Le cantonnement forestier est un droit seigneurial concernant les forêts de France, pendant le Moyen Âge et l'Ancien Régime.
Dans une forêt sur laquelle pèsent des droits d'usage (affouage, glandée …) au profit des communautés d'habitants, le propriétaire (généralement le seigneur) peut s'en réserver une partie en toute propriété. Alors que le triage « est une opération qui consiste à distraire le tiers des biens communaux d'une paroisse au profit du seigneur, de la concession gratuite duquel ils proviennent », le cantonnement est une opération qui « consiste à réserver, à circonscrire le droit indéfini et illimité des habitants usagers sur une partie déterminée des fonds soumis à leur droit d'usage, afin de laisser le reste libre au seigneur propriétaire ». Ce qui va déterminer le choix de la procédure à suivre est donc la relation entretenue par les ayants droit sur un espace déterminé. Sont-ils propriétaires de cet espace ou simple usager, à titre gracieux, ou à cens d'un bois, d'une lande ou d'un marais.
C’est surtout à partir du XVIIe siècle que les procédures se multiplient, les propriétaires forestiers voulant exclure les usagers de leurs bois afin d’être libre de la conduite forestière, voire de leur exploitation. Lorsqu’il s’agit d’alimenter un haut fourneau, la procédure du cantonnement permet de mettre en place un taillis à rotation courte (autour de 10 ans) orienté vers la production de charbon. Dans l’est de la France, en zone de production métallurgique, les cantonnements seront à l’origine des forêts communales du XIXe siècle.